# Андрес, Штефан
Штефан Пауль Андрес (нем. Stefan Paul Andres; 26 июня 1906, Триттенхайм — 29 июня 1970, Рим) — немецкий писатель и поэт. Он был широко известным немецким писателем в период после Второй мировой войны, хотя писать начал ещё в первой половине 1930-х годов.

## Биография
Родился в семье мельника. В 1910 году семья была вынуждена переехать в Швайх. Учился в редемптористской гимназии. В 1920—1929 годах изучал богословие, некоторое время был послушником ордена Капуцинов, преподавал латинский язык в школе и редактировал католический журнал Der Marienborn, где в 1928 году опубликовал собственные первые рассказы. В феврале 1929 года вернулся в родительский дом и больше решил не возвращаться к религиозному служению, начал изучать немецкую литературу, историю искусств и философию сначала в Кёльнском университете, затем в университете Фридриха Шиллера в Йене, где познакомился с будущей женой.
В 1933 году окончательно принял решение стать свободным писателем. Его жена была еврейкой, поэтому вскоре после прихода нацистов к власти, весной 1933 года, он переехал в Италию, в Позитано. В 1935 году на короткое время вернулся в Германию и работал на мюнхенском радио, но в 1937 году вернулся в Позитано, несмотря на союз Италии с нацистской Германией. В Позитано прожил до 1949 года, вернувшись затем на родину.
В послевоенной ФРГ он стал не только популярным писателем, отмеченным целым рядом литературных премий, но и активным общественным деятелем, активно выступавшим за воссоединение Германии, против гонки вооружений и размещения в Западной Германии американских войск. Осенью 1961 года принял решение вернуться в Италию, будучи разочарован политикой ФРГ, и прожил там до конца жизни.
Его романы, посвящённые событиям как далёкого, так и недавнего относительно времени жизни автора прошлого, написаны в духе христианского экзистенциализма. Социально-критическая и антифашистская направленность его произведений сочетается с религиозно-этической проблематикой
.